# Feminisme filosòfic
El feminisme filosòfic naix al s. XVII amb les innovacions conceptuals i terminològiques de la filosofia barroca. S'interroga sobre la peculiar situació de les dones, no sols dins del conjunt social, sinó i sobretot en com han estat pensades i com es conceptualitza el seu sexe. És un corrent important de la modernitat que utilitza els mètodes contemporanis del pensament filosòfic per elaborar explicacions causals i funcionals de la subordinació femenina. Són molts els temes i causes vinculades amb el pensament feminista: se n'investiguen les religioses, socials, polítiques, psicològiques, culturals, etològiques, biològiques, etc. Cal distingir entre feminisme filosòfic i altres dos discursos: la filosofia canònica i les seues apreciacions sobre el sexe femení i la filosofia, de qualsevol mena, realitzada per dones.

## Història del feminisme filosòfic

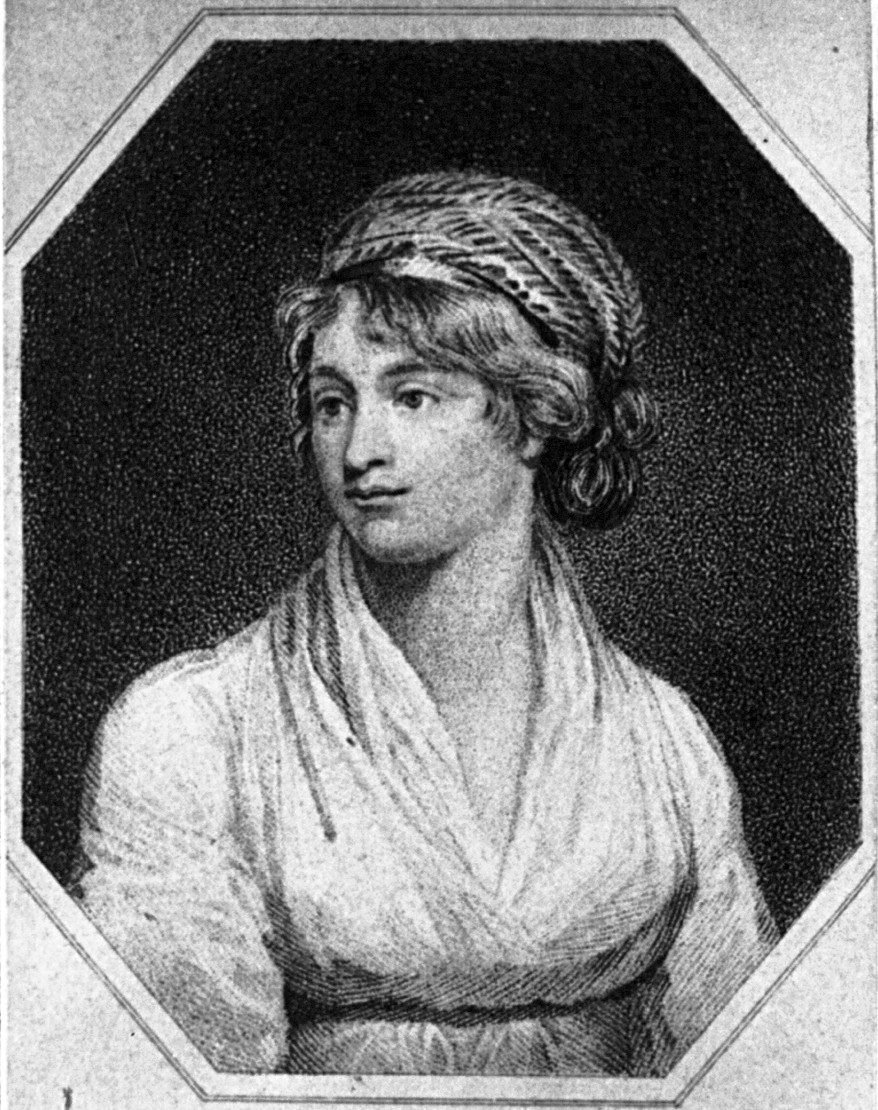
Mary Wollstonecraft, una de les precursores

Es pot argumentar que la història del pensament filosòfic realitzat per dones o que es referisca a les dones en general comença en l'antiguitat clàssica. Així ho fa M. E. Waithe en A History of Women Philosophers. En la història de la filosofia s'ha suposat que el pensament de les filòsofes ha estat obliterat per la sistemàtica discriminació cap a les dones en el món del pensament. Ja en el període barroc i molt més en la Il·lustració, es fan visibles el discurs feminista i les noves autores. Aquesta línia de pensament ha vincular els conceptes de dona i filosofia des d'un nou punt de vista. Així ho fan les obres precursores de filòsofes i filòsofs com Marie de Gournay, Poullain de la Barre, Émilie du Châtelet, Olympe de Gouges, Nicolas de Condorcet i sobretot Mary Wollstonecraft.
Durant la Segona onada del feminisme, el sufragisme, la quantitat i qualitat del pensament feminista es consolida. Les referències principals en són Flora Tristán, J. S. Mill, H. Taylor, Emilia Pardo Bazán, Elizabeth Cady Stanton, Lucretia Mott i Clara Zetkin, Aquest feminisme es produeix també en el món musulmà amb autores com la iraniana Táhirih, Huda Shaarawi, etc.
En el feminisme contemporani, de finals dels s. XX i XXI, vinculat a l'emancipació de les dones en els àmbits educatiu i laboral, es produeix una explosió de publicacions. Les inicia El segon sexe (1949) de la francesa Simone de Beauvoir.

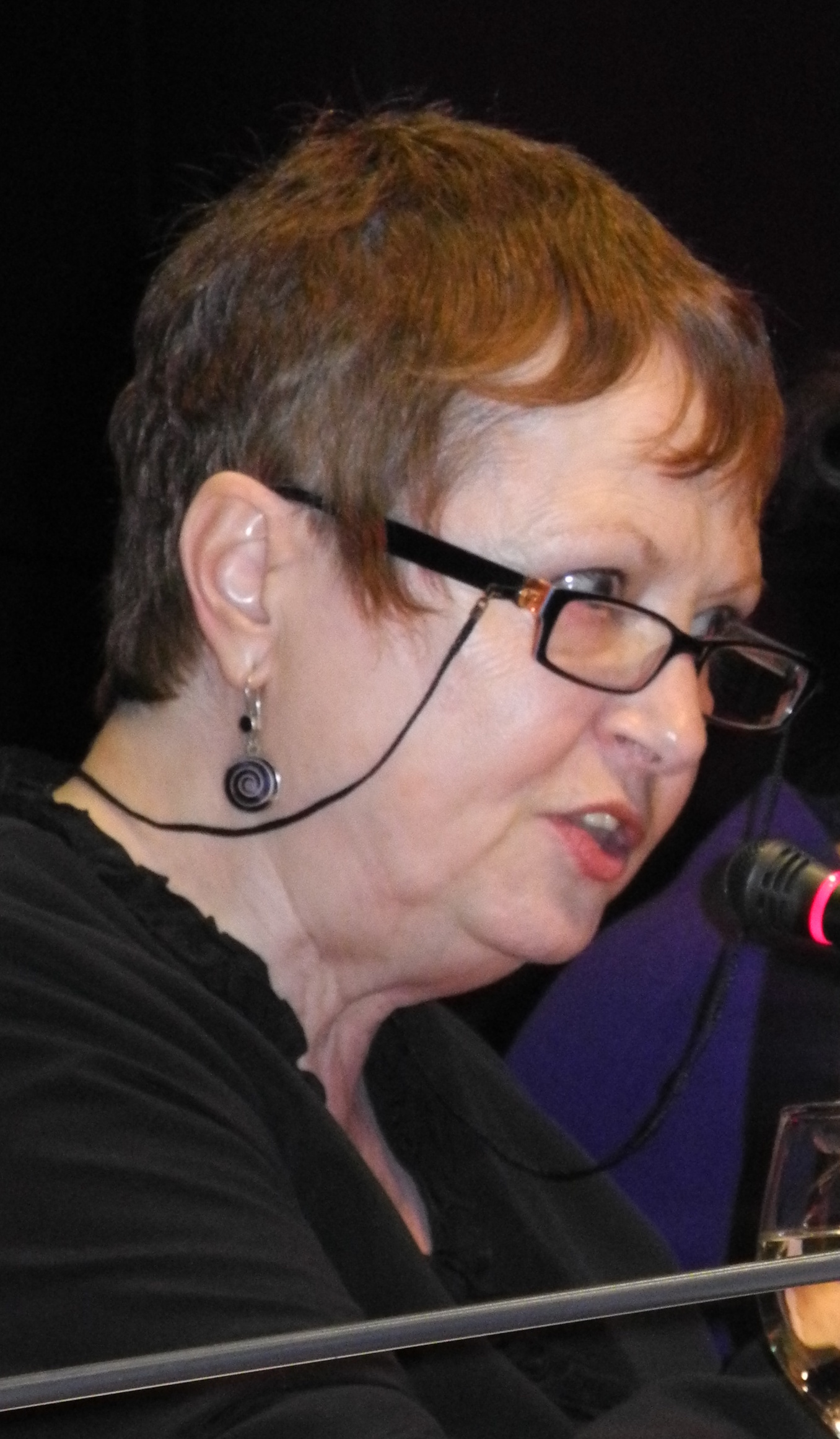
Celia Amorós en el 20 aniversari del curs de Teoria Feminista (2011)

El feminisme filosòfic ha reexaminat críticament el que els pensadors canònics des d'Aristòtil a Hegel o Nietzsche teoritzaren sobre les dones, comprovant la desafortunada la persistència dels prejudicis misògins en el pensament filosòfic, no sols en la cultura popular sinó també en el pensament canònic i en la ciència.
La revisió dels clàssics ha anat dotant els estudis feministes d'una armadura conceptual pròpia (per exemple a l'epistemologia feminista, sobre el concepte de femení com a construcció i també sobre els problemes que les dones han d'enfrontar en la vida diària.

## Clàssics del feminisme filosòfic en desenvolupament de gènere
- De la igualtat dels dos sexes, Poullain de la Barre
- L'educació de les dames, Poullain de la Barre
- Escrits sobre la igualtat i en defensa de les dones, Marie de Gournay[4]
- Declaració dels drets de les dones, Olympe de Gouges
- Vindicació dels drets de les dones, Mary Wollstonecraft
- La demanda de la meitat de l'espècie humana, Wheeler i Thompson
- La Bíblia de la dona, Elizabeth Cady Stanton
- L'esclavitud de la dona, John Stuart Mill
- La secreta guerra dels sexes, Maria Laffitte
- El segon sexe - Simone de Beauvoir
- La mística de la feminitat, Betty Friedan
- Speculum, Luce Irigaray
- Política sexual, Kate Millett
- Dialèctica del sexe, Shulamith Firestone
- Cap a una crítica de la raó patriarcal, Celia Amorós
- Temps de feminisme, Celia Amorós
- Sexe i filosofia, Amelia Valcárcel
- La política de les dones, Amelia Valcárcel
- Feminisme en un món global, Amelia Valcárcel